# Egnasia geminipuncta
Egnasia geminipuncta är en fjärilsart som beskrevs av George Francis Hampson 1926. Egnasia geminipuncta ingår i släktet Egnasia och familjen nattflyn. Inga underarter finns listade i Catalogue of Life.